# Bill Wasik
Bill Wasik (geb. 1972) ist ein amerikanischer Autor, Journalist und Herausgeber, der vor allem für seine Arbeiten zur viralen Kultur und zum viralen Marketing bekannt wurde. Er war Redakteur bei Wired und spielte eine Vorreiterrolle bei der Entstehung des Phänomens Flashmob.

## Leben und Karriere
Wasik studierte an der Harvard University. Nach seinem Abschluss arbeitete er als Journalist und Redakteur bei verschiedenen Publikationen, insbesondere bei Wired. Dort war er für die Berichterstattung über digitale Kommunikation und soziale Bewegungen zuständig und prägte mit seinen Artikeln das Verständnis von viralen Phänomenen im Internet.

### Flashmobs und virale Kultur
2003 organisierte Wasik die ersten großen Flashmob-Events in New York City, bei denen sich Hunderte von Menschen an einem scheinbar zufälligen, aber koordinierten Ereignis beteiligten. Diese Aktion, bei der sich Menschen in öffentlichen Räumen versammelten, um absurde oder humorvolle Aktionen durchzuführen, führte zur weltweiten Popularität von Flashmobs. Wasik zeigte damit, wie soziale Medien und das Internet genutzt werden können, um schnell große Gruppen von Menschen zu mobilisieren – ohne zentrale Organisation. Er analysierte das Phänomen ausführlich in Harper’s Magazine, wobei er zwischen den ursprünglichen spielerischen Mobs und den bald entstehenden orchestrierten, teilweise kommerzialisierten Events unterschied. Angesichts der Entwicklung zu gewaltsamen Flashmobs zeigte er sich später überrascht und nannte diese „fürchterlich“.

### Bücher und Veröffentlichungen
Wasik ist Autor des Buches And Then There's This: How Stories Live and Die in Viral Culture (Viking, 2009), in dem er die Entstehung und Verbreitung von viralen Phänomenen sowie deren Auswirkungen auf moderne Kommunikation und Kultur untersucht. Er beschreibt, wie Geschichten und Inhalte in der digitalen Welt verbreitet werden und beleuchtet den Einfluss von Social Media und Internet-Plattformen auf unsere Wahrnehmung von Nachrichten und Trends.
Sein zweites Buch heißt Rabid: A Cultural History of the World's Most Diabolical Virus, mit Monica Murphy als Co-Autorin (Viking, 2012).
Zusammen mit Roger D. Hodge ist er außerdem Herausgeber von Submersion Journalism: Reporting in the Radical First Person from Harper's Magazine (New Press, 2008).